# 村上淳 (プロ雀士)
村上 淳（むらかみ じゅん、1975年4月10日 - ）は、最高位戦日本プロ麻雀協会に所属する競技麻雀のプロ雀士。東京都武蔵野市吉祥寺出身。愛称は「ずんたん」「村上ジェン」。桐朋学園小学校、桐朋中学校・高等学校、早稲田大学商学部卒業。

## 経歴
- 1995年、一浪し早稲田大学に入学[4]。
- 1997年、2月(当時大学2年）に最高位戦のプロテストに合格。第22期生としてプロデビュー。同期に、渡辺洋香・近藤誠一などがいる。
- 2010年、日本オープンと最高位戦Classicを制覇。第35期最高位戦では2日目まで-181.7のラス目から残り3日間で一気に追い上げ、逆転優勝。年間3冠を制覇した。
- 2014年にモンド王座戦を優勝すると、その勢いで最高位戦Classicと最高位戦を圧倒的な強さで制覇し、再び3冠制覇に成功。なお、最高位戦所属プロのモンド王座戴冠は初（過去に第5回王座決定戦で永世最高位の飯田正人が戴冠まであと半歩のところまで迫ったが、和泉由希子に大逆転の三倍満を許したことがある）。
- 2018年に行われたMリーグドラフト会議にて、赤坂ドリブンズから2位指名を受ける。
- 2022年、親しくしている多井隆晴の誘いで、オンライン麻雀ゲーム『雀魂』の私設リーグ「神域Streamerリーグ」にチームアトラスの監督として参戦し、チームを優勝に導いた[5][6]。以降も、「神域リーグ」ではチームアトラスの監督を務めた（2024年まで、2025年は開催見送り）。
- 2023年、赤坂ドリブンズから2022-23シーズン限りで契約を満了すると発表され退団した。

## 人物
- かつて下位リーグに転落した時、家族からお守りを渡され、それを励みにして上位リーグに昇級できたという。以降、重要な対局の際には胸ポケットにお守りを欠かさず、賽子を振る際に胸に手を当てる仕草が定番となっている。
- 雀風は、オカルト否定のいわゆる『デジタル』型。また喰い仕掛けが極端に少なく、門前で手を進め積極的にリーチをかけるスタイル。ニックネームは『リーチ超人』。
- Aリーガーになったばかりの頃、μツアー選手だった小林剛、日本プロ麻雀棋士会に所属していた鈴木たろうと共に「月刊プロ麻雀」誌上で「オカルトバスターズ」を結成。先輩プロの論理的ではない理論に対し、ロジカルに反論していった[7]。
- 父は弁護士、母は料理研究家[8][3]。厳格な家庭に育ち、小学校から高校まで桐朋学園に通う[1]。
- 2008年に結婚し、息子・娘が誕生するも2015年に離婚[3]。2023年1月1日に再婚した[9]。
- いわゆる「機械音痴」でパソコンも持っていなかったが、Mリーグのファン層を広げ麻雀を知らない人を引き込むため、2022年4月28日に赤坂ドリブンズのチームメイトである丸山奏子とYouTubeチャンネル「ずんまるちゃんねる」を開設した[5][10]。

## 獲得タイトル
- 最高位 3期（第35期・第39期・第42期）
- 最高位戦Classic 2期（第5期・第9期）
- 新輝戦 2期（第2期・第4期）
- 日本オープン 1期（第8期）
- モンド杯（MONDO TV）2期（第14回、第24回）
- モンド王座決定戦 1期（第10回）
- 初代麺飯位 - 日清食品協賛のスペシャルマッチ[11]

## Mリーグ成績
| シーズン | チーム         | 半荘 | 個人スコア | 個人スコア | 個人スコア | 最高スコア | 最高スコア | 4着回避率 | 4着回避率 | 連対率 | トップ率 | 平均 着順 | 1着 | 1.5 | 2着 | 2.5 | 3着 | 3.5 | 4着 | 参照   |
| シーズン | チーム         | 半荘 | Pt         | 順位       | 平均       | 点         | 順位       | 率        | 順位      | 連対率 | トップ率 | 平均 着順 | 1着 | 1.5 | 2着 | 2.5 | 3着 | 3.5 | 4着 | 参照   |
| -------- | -------------- | ---- | ---------- | ---------- | ---------- | ---------- | ---------- | --------- | --------- | ------ | -------- | --------- | --- | --- | --- | --- | --- | --- | --- | ------ |
| 2018-19  | 赤坂ドリブンズ | 20   | ▲162.0     | 16/21      | ▲8.1       | 48,500     | ――         | 0.70      | 15T/21    | 50.0%  | 20.0%    | 2.60      | 4   | 0   | 6   | 0   | 4   | 0   | 6   | [ 12 ] |
| 2019-20  | 赤坂ドリブンズ | 27   | 366.7      | 2/29       | 13.6       | 53,600     | 15/29      | 0.8519    | 3/29      | 63.0%  | 33.3%    | 2.19      | 9   | 0   | 8   | 0   | 6   | 0   | 4   | [ 13 ] |
| 2020-21  | 赤坂ドリブンズ | 26   | 122.9      | 8/30       | 4.7        | 59,600     | 12/30      | 0.8462    | 3T/30     | 46.2%  | 30.8%    | 2.38      | 8   | 0   | 4   | 0   | 10  | 0   | 4   | [ 14 ] |
| 2021-22  | 赤坂ドリブンズ | 23   | ▲384.1     | 30/32      | ▲16.7      | 68,600     | 20/32      | 0.6522    | 27/32     | 34.8%  | 17.4%    | 2.83      | 4   | 0   | 4   | 0   | 7   | 0   | 8   | [ 15 ] |
| 2022-23  | 赤坂ドリブンズ | 23   | ▲307.5     | 30/32      | ▲13.4      | 38,200     | 32/32      | 0.7826    | 11T/32    | 39.1%  | 8.7%     | 2.74      | 2   | 0   | 7   | 0   | 9   | 0   | 5   | [ 16 ] |
| 通算     | 通算           | 119  | ▲364.0     | ▲364.0     | ▲3.1       | 68,600     | 68,600     | 77.3%     | 77.3%     | 47.1%  | 22.7%    | 2.53      | 27  | 0   | 29  | 0   | 36  | 0   | 27  |        |

- 個人賞は規定打荘数（20半荘）以上の選手が対象
- 着順の1.5、2.5、3.5は1着同着、2着同着、3着同着
- 2019年シーズンから最高スコアが表彰対象に

| シーズン               | チーム                 | 半荘                   | 個人スコア             | 個人スコア             | 最高スコア             | 4着回避率              | 連対率                 | トップ率               | 平着                   | 1着                    | 1.5                    | 2着                    | 2.5                    | 3着                    | 3.5                    | 4着                    |                        |
| シーズン               | チーム                 | 半荘                   | Pt                     | 平均                   | 最高スコア             | 4着回避率              | 連対率                 | トップ率               | 平着                   | 1着                    | 1.5                    | 2着                    | 2.5                    | 3着                    | 3.5                    | 4着                    |                        |
| セミファイナルシリーズ | セミファイナルシリーズ | セミファイナルシリーズ | セミファイナルシリーズ | セミファイナルシリーズ | セミファイナルシリーズ | セミファイナルシリーズ | セミファイナルシリーズ | セミファイナルシリーズ | セミファイナルシリーズ | セミファイナルシリーズ | セミファイナルシリーズ | セミファイナルシリーズ | セミファイナルシリーズ | セミファイナルシリーズ | セミファイナルシリーズ | セミファイナルシリーズ | セミファイナルシリーズ |
| ---------------------- | ---------------------- | ---------------------- | ---------------------- | ---------------------- | ---------------------- | ---------------------- | ---------------------- | ---------------------- | ---------------------- | ---------------------- | ---------------------- | ---------------------- | ---------------------- | ---------------------- | ---------------------- | ---------------------- | ---------------------- |
| 2020-21                | 赤坂ドリブンズ         | 4                      | ▲81.6                  | ▲20.4                  | 38,600                 | 50.0%                  | 25.0%                  | 25.0%                  | 3.00                   | 1                      | 0                      | 0                      | 0                      | 1                      | 0                      | 2                      |                        |
| セミファイナル通算     | セミファイナル通算     | 4                      | ▲81.6                  | ▲20.4                  | 38,600                 | 50.0%                  | 25.0%                  | 25.0%                  | 3.00                   | 1                      | 0                      | 0                      | 0                      | 1                      | 0                      | 2                      |                        |
| ファイナルシリーズ     |                        |                        |                        |                        |                        |                        |                        |                        |                        |                        |                        |                        |                        |                        |                        |                        |                        |
| 2018-19                | 赤坂ドリブンズ         | 7                      | 162.1                  | 23.2                   | 79,900                 | 85.7%                  | 71.4%                  | 42.9%                  | 2.00                   | 3                      | 0                      | 2                      | 0                      | 1                      | 0                      | 1                      |                        |
| 2020-21                | 赤坂ドリブンズ         | 4                      | 95.7                   | 23.9                   | 53,100                 | 100%                   | 100%                   | 25.0%                  | 1.75                   | 1                      | 0                      | 3                      | 0                      | 0                      | 0                      | 0                      |                        |
| ファイナル通算         | ファイナル通算         | 11                     | 257.8                  | 23.4                   | 79,900                 | 90.9%                  | 81.8%                  | 36.4%                  | 1.91                   | 4                      | 0                      | 5                      | 0                      | 1                      | 0                      | 1                      |                        |
| ポストシーズン通算     | ポストシーズン通算     | 15                     | 176.2                  | 11.7                   | 79,900                 | 80.0%                  | 66.7%                  | 33.3%                  | 2.20                   | 5                      | 0                      | 5                      | 0                      | 2                      | 0                      | 3                      |                        |

## 著書
- デジタル麻雀の達人 (マイコミ麻雀BOOKS)（共著:鈴木たろう、小林剛）（2008年2月5日、毎日コミュニケーションズ）ISBN 978-4839927349, 4839927340
- 最強麻雀 リーチの絶対感覚 (マイナビ麻雀BOOKS) （2012年3月5日、マイナビ）ISBN 978-4839942144, 4839942145
- トッププロが教える! 麻雀 最強の戦術55（監修:村上淳）（2012年5月28日、メイツ出版）ISBN 978-4780411607, 4780411602
- トッププロに聞いた 麻雀「読み」の神髄（聞き手:鈴木聡一郎）（2021年1月21日、彩図社）ISBN 978-4801304925, 4801304923
- リーチ超人! 村上淳のメンゼンで勝つ麻雀 (マイナビ麻雀BOOKS) （2023年9月20日、マイナビ）ISBN 978-4839984335, 4839984336

## 作品

### 一般DVD
- 麻雀プロリーグ 至高の一局（2015年12月2日、AMGエンタテイメント）- 解説

## 出演

### Vシネマ
- むこうぶち15 高レート裏麻雀列伝 麻雀の神様（2018年12月25日、GPミュージアム）監督:片岡修二[17]

### テレビ
- モンド21麻雀プロリーグ（MONDO21）

### インターネット
- 雀魂インビテーショナル 2022夏〜2024夏（雀魂YouTube公式チャンネル）
- 神域リーグ 2022〜2024 チームアトラス監督（天開司 YouTubeチャンネル）